# Neromia pulvereisparsa
Neromia pulvereisparsa là một loài bướm đêm trong họ Geometridae.